# يو كوياما
يو كوياما (باليابانية: 小山ゆう) هو مانغاكا ياباني، ولد في 20 فبراير 1948 في كيكوغاوا في اليابان.

## وصلات خارجية
- الموقع الرسمي
- يو كوياما على موقع IMDb (الإنجليزية)
- يو كوياما على موقع قاعدة بيانات الفيلم (الإنجليزية)
- يو كوياما على موقع ANN person (الإنجليزية)